# Wilhelm Hoffmann (Bibliothekar)

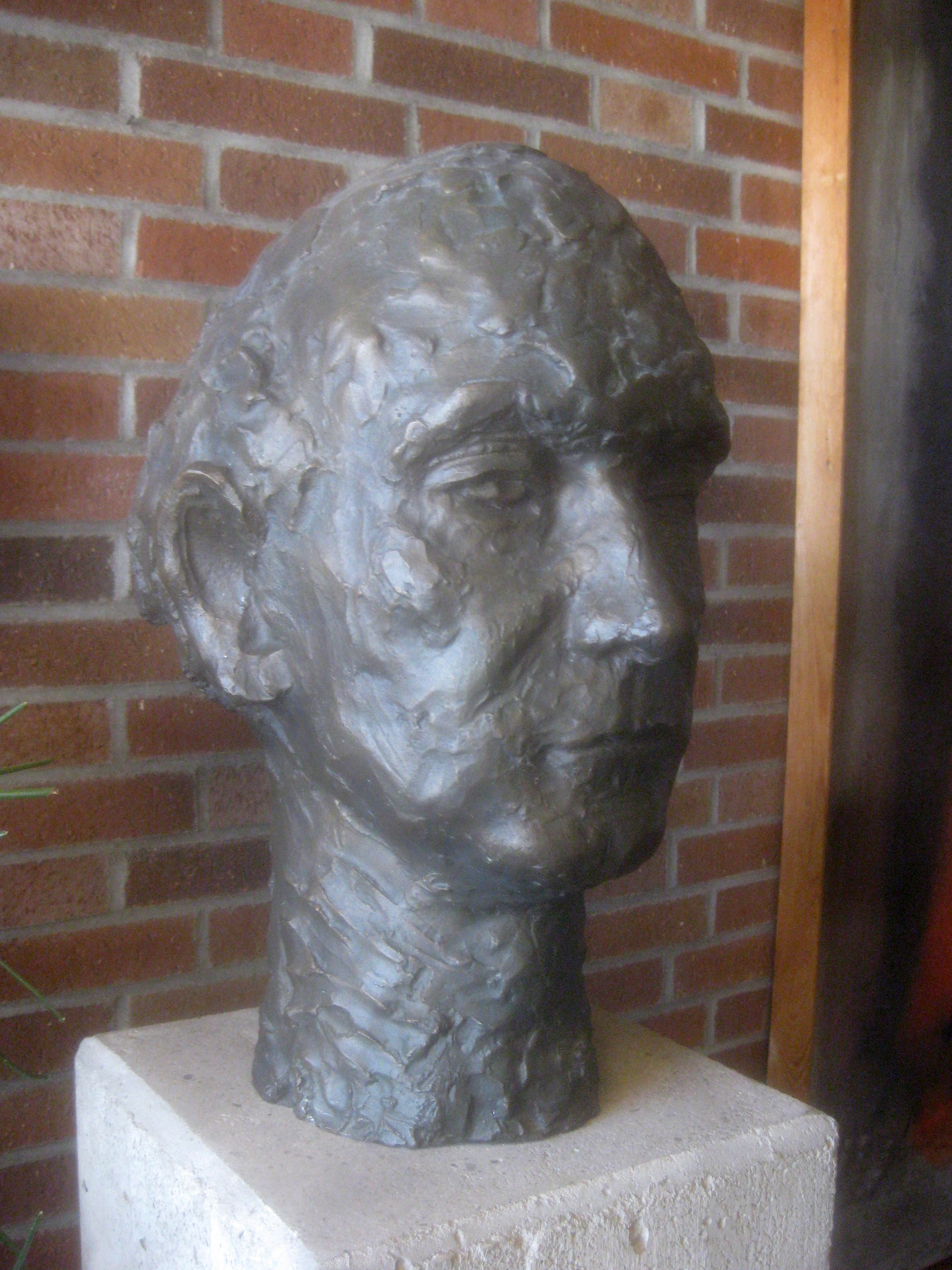
Bronzebüste Wilhelm Hoffmanns in der Württembergischen Landesbibliothek, geschaffen von seiner Frau Elfriede Hoffmann im Jahr 1958

Wilhelm Hoffmann (* 21. April 1901 in Stuttgart; † 27. März 1986 ebenda) war ein deutscher Bibliothekar.

## Leben
Wilhelm Hoffmann, Sohn des Theologen, Prälaten und Hofpredigers Konrad Hoffmann (1867–1959) sowie der Agnes, geborene Lang, besuchte die Evangelischen Seminare im Kloster Maulbronn sowie im Kloster Blaubeuren, bevor er sich den Studien der Evangelischen Theologie in Tübingen und Marburg sowie der Pädagogik, Geschichte und Philosophie in Tübingen, Marburg und Berlin zuwandte. In dieser Zeit baute er als Geschäftsführer und Leiter die Studienstiftung des Deutschen Volkes in Dresden auf. Er war seit dem Studium Mitglied der Verbindung Normannia Tübingen.  Er legte 1923 die erste theologische Dienstprüfung ab, 1928 wurde er in Tübingen zum Dr. phil. promoviert. 1933 absolvierte er in Berlin die Prüfung für den höheren Dienst an wissenschaftlichen Bibliotheken.
Hoffmann leitete von 1923 bis 1926 das Tübinger Studentenwerk sowie von 1928 bis 1931 die Studienstiftung des deutschen Volkes in Dresden, bevor er 1931 als Bibliotheksreferendar an der Württembergischen Landesbibliothek in Stuttgart in den Bibliotheksdienst eintrat. 1933 wurde er dort Bibliotheksassessor, 1937 Bibliotheksrat mit den Fachgebieten Theologie, Philosophie und Pädagogik sowie württembergische Geschichte; seit 1938 Verwalter der Handschriftenabteilung-Sammlung, seit 1942 Leiter des neu gegründeten Hölderlin-Archivs.
Unter dem Vorwand beruflicher Reisen in die Schweiz war Hoffmann als Kurier des Widerstandes gegen die NS-Diktatur tätig. Eugen Gerstenmaier weihte ihn in die Planung des Attentates auf Hitler am 20. Juli 1944 ein.
1945 wurde er zum Direktor der Württembergischen Landesbibliothek bestellt. Dieses Amt hatte er bis Januar 1970 inne. Zusätzlich war er von 1947 bis 1951 mit der kommissarischen Leitung der Universitätsbibliothek Tübingen betraut. In seiner Funktion als Direktor der Württembergischen Landesbibliothek erwarb er sich insbesondere Verdienste um den Erwerb, die Betreuung sowie Katalogisierung von Handschriften. Von 1954 bis 1979 war er zudem Präsident der Deutschen Schillergesellschaft / Deutsches Literaturarchiv Marbach. Seit 1959 war er, ein Verehrer nicht allein Hölderlins, sondern auch Stefan Georges, mit dem er die hohe Wertschätzung Hölderlins teilte, Mitglied des Stiftungsrats der Stefan George Stiftung, deren Sitz nach dem Tode ihres Gründers Robert Boehringer 1974 in die Württembergische Landesbibliothek verlegt wurde, wo Hoffmann, der seit 1946 in Kontakt zu Boehringer stand, schon zuvor mit dem Aufbau einer Forschungsbibliothek zu Stefan George begonnen hatte.
Wilhelm Hoffmann verstarb 1986 vier Wochen vor Vollendung seines 85. Lebensjahres in Stuttgart.

## Familie
Wilhelm Hoffmann heiratete 1928 Elfriede Frances Hoffmann geborene Müller (1898–1974). Aus der Ehe gingen zwei Söhne hervor: der Historiker Peter Hoffmann (1930–2023) und Claus-Wilhelm Hoffmann (1932–2025), der von 1965 bis 1994 Oberbürgermeister von Biberach an der Riß war.

## Auszeichnungen und Ehrungen
1962 wurde er zum Ehrensenator der Universität Tübingen ernannt, 1978 erhielt er die Verdienstmedaille des Landes Baden-Württemberg und 1980 das Große Verdienstkreuz der Bundesrepublik Deutschland. In Stuttgart wurde an der Württembergischen Landesbibliothek ein Weg nach Wilhelm Hoffmann benannt.

## Publikationen (Auswahl)
- Grundlagen und literarischer Niederschlag der klassischen Universitätsidee. Tübinger Studentenwerk, Tübingen 1930 (Diss., Universität Tübingen 1928).
- Der Weg der französischen Buchmalerei. In: Philobiblon, Jg. 10, 1938, S. 491–497.
- Die deutschen Bibliotheken nach der Katastrophe. In: Der Standpunkt, Jg. 1, Heft 1, 1946, S. 48.
- Nach der Katastrophe. Wunderlich, Tübingen 1946.
- Beschaffung ausländischer Literatur. In: Zentralblatt für Bibliothekswesen, Jg. 61, 1947, S. 206–215
- Wiederaufbau im deutschen Bibliothekswesen. In: Der Schweizer Buchhandel, Jg. 5, Heft 23, 15. Dezember 1947, S. 939–942.
- Bibliothek – Archiv – Literaturarchiv. In: Der Archivar, Bd. 9 (1956), Nr. 4, November, Sp. 347–352 (Digitalisat)
- Württ. Landesbibliothek – Vergangenheit und Neugestaltung. In: Staatsanzeiger für Baden-Württemberg, Nr. 31, 24. April 1957 und Nr. 32, 27. April 1957.
- Die Schweizer Bücherhilfe. In: Zeitschrift für Bibliothekswesen und Bibliographie, Jg. 6, 1959, S. 2–10.
- Vom Sammeln und Bewahren. Gedanken über Dichter-Archive in Schwaben. In: Siegfried Joost (Hrsg.): Bibliothecaa docet. Festgabe für Carl Wehmer. Verlag der Erasmus-Buchhandlung, Amsterdam 1963, S. 287–294.
- Fünfundsiebzig Jahre Deutsche Schillergesellschaft 1895–1970. Eine Geburtstagsrede gehalten im Schiller-Nationalmuseum Marbach/Neckar am 10. November 1970. Deutsche Schillergesellschaft, Marbach am Neckar 1971.